# 우라소에마에다역
우라소에마에다역(일본어: 浦添前田駅)은 일본 오키나와현 우라소에시에 있는 오키나와 도시 모노레일의 철도역으로, 역 번호는 18이다. 2019년 10월 1일에 개통한 유이레일의 역 중 우라소에시에 속한 3역 중 하나이다. 우라소에시 중심부에 가장 가까운 역이기도 하다.

### 승강장
| 1 | ■ 오키나와 도시 모노레일 선 | 데다코우라니시 방면 |
| 2 | ■ 오키나와 도시 모노레일 선 | 나하공항 방면       |

## 역 주변 건물이나 시설
- 우라소에구스쿠 터(일본어판)
- 우라소에시청
- 우라소에시미술관

## 역의 역사
- 2012년 1월 25일 - 마에다역(가칭)을 포함한 연장구간의 궤도사업특허가 인가됨[3]
- 2013년 11월 2일 - 연장구간의 기공식 실시[4]
- 2014년 12월 26일 - 역명이 '우라소에마에다역'으로 정식 결정[5]
- 2019년 10월 1일 - 슈리역 - 데다코우라니시역 간 연장노선이 개통되어, 당역 영업 개시[6]

## 인접한 역들
| 오키나와 도시 모노레일 선 | 오키나와 도시 모노레일 선 | 오키나와 도시 모노레일 선 |
| ------------------------- | ------------------------- | ------------------------- |
| 교즈카 나하공항 방면      |                           | 데다코우라니시 방면       |